# Émile Baudot
Émile Baudot, cuyo nombre completo era Jean Maurice Émile Baudot, (Magneux, Francia, 11 de septiembre de 1845 - Sceaux, Francia, 28 de marzo de 1903) fue un ingeniero de telegrafía francés inventor de un aparato telegráfico y del código Baudot utilizado por los teletipos.

## Biografía
Fue hijo del granjero Pierre Emile Baudot, quien posteriormente se convertiría en alcalde de Magneux. Su única educación formal fue la primaria, luego de la cual llevó a cabo trabajo agrícola en la granja familiar, antes de unirse en 1869 como aprendiz de operador en la Administración Postal y Telegráfica de Francia. Interesado en los aspectos científicos de su trabajo, decide continuar su educación, iniciando estudios superiores. Dedicó su tiempo a aprender de forma autodidacta mecánica y electricidad.
El sistema Baudot mejoró el rendimiento del tráfico de mensajes porque utiliza los espacios libres entre los signos de la transmisión para intercalar los signos de otro telegrama, por método de división del tiempo, que fue la feliz idea de Baudot. Los signos se forman por cinco emisiones de corriente, que en sus modalidades positivas y negativas permiten la combinación de 32 formas, correspondientes a las letras del alfabeto. El transmisor (manipulador) se reduce a un sistema de cinco teclas de conmutación, que envían las corrientes al órgano distribuidor, consistente en un platillo metálico, dividido en coronas, recorrido por escobillas unidas a la línea. A la llegada, en la estación receptora, órganos de distribución y traducción regulan la impresión de lo transmitido en la cinta o banda de papel. El número de telegramas simultáneamente transmitidos por ese método de división del tiempo, puede ser llevado tan lejos como permita la duración de la propagación de las señales, según las condiciones de la línea. Se utiliza preferentemente el montaje cuádruple (cuatro despachos simultáneos) con lo que se pasa del centenar de palabras transmitidas por minuto, en lugar de las 25 obtenidas en los montajes ordinarios; los cuatro despachos son manipulados a la vez por cuatro operadores, en función independiente.
En la Exposición Universal de 1878 gana la medalla de oro y el reconocimiento y las felicitaciones de ingenieros de todo el mundo.

## Condecoraciones
- Caballero de la Legión de Honor en 1879
- Oficial de la Legión de Honor en 1898

## Reconocimientos
El término baudio (medida del número de símbolos por segundo transmitidos por una señal modulada) se deriva de su apellido. Entre otros reconocimientos a la obra de Émile Baudot, la administración de correos, telégrafos y teléfonos de Francia emitió una serie de cuatro sellos, dedicando uno de ellos a Émile Baudot y que fueron presentados el día 13 de junio de 1949, con motivo del Congreso Internacional de Telégrafos y Teléfonos que se celebraba en París. En el sello dedicado a Baudot se indicaba como año de nacimiento 1848, aunque había nacido en 1845. El error fue corregido, y el sello reimpreso, pero los sellos con la fecha errónea, en la actualidad, son muy buscados